# Episodi di Law & Order - Unità vittime speciali (ventesima stagione)

Il cast principale durante la ventesima stagione: Peter Scanavino (Det. Dominick "Sonny" Carisi, Jr.), Kelli Giddish (Det. Amanda Rollins), Mariska Hargitay (Ten. Olivia Benson), Ice-T (Sgt. Odafin Tutuola) e Philip Winchester (viceprocuratore Peter Stone)

La ventesima stagione della serie televisiva Law & Order - Unità vittime speciali, composta da 24 episodi, è stata trasmessa in prima visione negli Stati Uniti da NBC dal 27 settembre 2018 al 16 maggio 2019.
In Italia la stagione è stata trasmessa in prima visione da Premium Crime, in due parti: la prima dal 27 febbraio al 15 maggio 2019, mentre la seconda dal 6 settembre al 22 novembre 2019.
In chiaro è andata in onda per la prima volta dal 30 gennaio al 16 aprile 2020 su TOP Crime.
| nº | Titolo originale    | Titolo italiano                        | Prima TV USA      | Prima TV Italia   |
| -- | ------------------- | -------------------------------------- | ----------------- | ----------------- |
| 1  | Man Up              | Diventare uomo (1)                     | 27 settembre 2018 | 27 febbraio 2019  |
| 2  | Man Down            | Uomo a terra (2)                       | 27 settembre 2018 | 6 marzo 2019      |
| 3  | Zero Tolerance      | Tolleranza zero                        | 4 ottobre 2018    | 13 marzo 2019     |
| 4  | Revenge             | Vendetta                               | 11 ottobre 2018   | 20 marzo 2019     |
| 5  | Accredo             | Accredo                                | 18 ottobre 2018   | 27 marzo 2019     |
| 6  | Exile               | Esilio                                 | 25 ottobre 2018   | 3 aprile 2019     |
| 7  | Caretaker           | Prenditi cura di loro                  | 1º novembre 2018  | 10 aprile 2019    |
| 8  | Hell's Kitchen      | Cucina infernale                       | 8 novembre 2018   | 17 aprile 2019    |
| 9  | Mea Culpa           | Mea Culpa                              | 15 novembre 2018  | 24 aprile 2019    |
| 10 | Alta Kockers        | Vecchi svitati                         | 29 novembre 2018  | 1º maggio 2019    |
| 11 | Plastic             | Chirurgia plastica                     | 10 gennaio 2019   | 8 maggio 2019     |
| 12 | Dear Ben            | Caro Ben                               | 17 gennaio 2019   | 15 maggio 2019    |
| 13 | A Story of More Woe | Una strana storia di Romeo e Giulietta | 31 gennaio 2019   | 6 settembre 2019  |
| 14 | Part 33             | Sezione 33                             | 7 febbraio 2019   | 13 settembre 2019 |
| 15 | Brothel             | Bordello                               | 14 febbraio 2019  | 20 settembre 2019 |
| 16 | Facing Demons       | Affrontare i demoni                    | 21 febbraio 2019  | 27 settembre 2019 |
| 17 | Missing             | Scomparsa                              | 14 marzo 2019     | 4 ottobre 2019    |
| 18 | Blackout            | Blackout                               | 21 marzo 2019     | 11 ottobre 2019   |
| 19 | Dearly Beloved      | Il giorno più bello                    | 4 aprile 2019     | 20 ottobre 2019   |
| 20 | The Good Girl       | Una brava ragazza                      | 11 aprile 2019    | 25 ottobre 2019   |
| 21 | Exchange            | Scambio                                | 25 aprile 2019    | 1º novembre 2019  |
| 22 | Diss                | Insulto                                | 2 maggio 2019     | 8 novembre 2019   |
| 23 | Assumptions         | Supposizioni                           | 9 maggio 2019     | 15 novembre 2019  |
| 24 | End Game            | Fine dei giochi                        | 16 maggio 2019    | 22 novembre 2019  |

## Diventare uomo (1)
- Titolo originale: Man Up
- Diretto da: Alex Chapple
- Scritto da: Michael S. Chernuchin, Julie Martin

### Trama
L'Unità indaga su un apparente abuso familiare, ma il caso non sembra così chiaro, poiché Sam Conway, il ragazzo vittima di stupro, non rivela il nome del suo aggressore. Intanto il tenente Benson viene a conoscenza della seconda gravidanza della detective Rollins. Si scopre che il ragazzo è stato violentato dal padre per non aver sparato a un coniglio nel bosco. Spaventato dal padre, il ragazzo non riesce a testimoniare contro di lui e l'uomo, nonostante le prove incriminanti, viene assolto con grande rabbia di Peter Stone, il quale sospetta che l'avvocato della difesa insieme al padre del ragazzo possa aver comprato il verdetto di assoluzione, corrompendo la giuria.
- Guest star: Dylan Walsh (John Conway), Bryce Romero (Sam Conway), George Newbern (Dr. Al Pollack).

- Questa è la prima parte di una storia in due puntate che si conclude con "Uomo a terra", l'episodio successivo.

## Uomo a terra (2)
- Titolo originale: Man Down
- Diretto da: Alex Chapple
- Scritto da: Michael S. Chernuchin, Julie Martin

### Trama
La squadra continua ad indagare sull'abuso familiare, dopo una sparatoria nella scuola dei due figli, scoprendo novità sconcertanti. Intanto la detective Rollins pensa alla sua gravidanza. 
Il ragazzo abusato ha infatti sparato a scuola per poi cercare di suicidarsi con una pistola per non tornare a casa e sfuggire al padre violento. La polizia riesce a farlo desistere dal suicidarsi e a farsi arrestare. Stone, sapendo che quanto è successo è stato scatenato dalla mancata giustizia verso il ragazzo e dalla corruzione della giuria, riesce a convincere il ragazzo a denunciare la violenza subita dal padre insieme ad anni di abusi fisici e psicologici, inflitti sempre dal padre nella totale indifferenza del fratello e della madre che non hanno fatto nulla per fermare il malvagio uomo solo per paura. Stone, dopo aver convinto il ragazzo a testimoniare contro il padre in cui finalmente dà libero sfogo al suo odio verso di lui per averlo fatto finire in quella situazione, riesce a fare incriminare sia il padre del ragazzo per gli abusi inflitti al figlio e per omicidio per negligenza, sia il suo avvocato per aver corrotto la giuria facendo così annullare il precedente verdetto. Seppur il ragazzo venga condannato per quanto fatto a scuola, sorride sereno nel vedere che gli è stata resa giustizia con grande felicità di Stone per aver messo in galera l'uomo crudele.
- Questa è la seconda parte di una storia in due puntate che inizia con "Diventare uomo", l'episodio precedente.
- Guest star: Charlotte Cabell & Vivian Cabell (Jesse Rollins).

## Tolleranza zero
- Titolo originale: Zero Tolerance
- Diretto da: Micheal Pressman
- Scritto da: Richard Sweren, Céline C. Robinson

### Trama
Una bambina viene salvata da un trafficante di sesso, la squadra cerca disperatamente di ritrovare la madre e fermare questo traffico. Intanto la detective Rollins dà un'altra possibilità alla sua relazione con il dottor Al Pollack, il padre del bambino che porta in grembo.
- Guest star: George Newbern (Dr. Al Pollack), Carl Weathers (Mark Jefferies), Charlotte Cabell & Vivian Cabell (Jesse Rollins).

## Vendetta
- Titolo originale: Revenge
- Diretto da: Martha Mitchell
- Scritto da: Micheal S. Chernuchin, Lawrence Kaplow

### Trama
L'Unità vittime speciali indaga su un gruppo incel per scoprire chi c'è dietro ad una serie di aggressioni, che stanno diventando sempre più violente. 

## Accredo
- Titolo originale: Accredo
- Diretto da: Jean de Segonzac
- Scritto da: Julie Martin, Brianna Yellen

### Trama
Dopo che un membro di Accredo, società di emancipazione femminile, viene assassinato la squadra indaga sul loro leader, Arlo Beck. Intanto la detective Rollins cerca di coprire la sua gravidanza per evitare di lavorare in ufficio. 
- Guest star: Sebastian Roché (Arlo Beck).

## Esilio
- Titolo originale: Exile
- Diretto da: Stephanie A. Marquardt
- Scritto da: Michael S. Chernuchin, Allison Intrieri

### Trama
La tenente Benson aiuta una giovane ragazza a ricordare ciò che le è capitato dopo che si è svegliata in ospedale senza alcun ricordo.

## Prenditi cura di loro
- Titolo originale: Caretaker
- Diretto da: Jono Oliver
- Scritto da: Jordan Barsky

### Trama
La squadra è sconvolta quando si trova costretta a risolvere un caso in cui tutta una famiglia è stata uccisa nel sonno, tranne la madre Anne Mill.
- Guest star: Sasha Alexander (Anne Mill).

## Cucina infernale
- Titolo originale: Hell's Kitchen
- Diretto da: Monica Raymund
- Scritto da: Richard Sweren, Ryan Causey

### Trama
Una cameriera di un ristorante alla moda viene violentata ad una festa di VIP. La squadra dovrà indagare a fondo dopo aver scoperto degli stupri di vecchia data, di cui è accusato anche il viceprocuratore distrettuale Hodges.
- Guest star: Jacob Pitts (viceprocuratore distrettuale Hodges).
- Curiosità: Hell's Kitchen, dove è ambientato l'episodio, è un reale quartiere di New York, situato nel distretto di Manhattan, la traduzione italiana offre una divertente reinterpretazione del gioco di parole originale, visto che la vicenda è ambientata nella cucina di un ristorante.

## Mea Culpa
- Titolo originale: Mea Culpa
- Diretto da: Mariska Hargitay
- Scritto da: Julie Martin, Michael S. Chernuchin

### Trama
L'avvocato Peter Stone si trova in un bar quando riceve uno schiaffo e viene accusato di stupro da una donna che apparentemente sembra non conoscere. La donna afferma che dodici anni fa, quando Stone era un giocatore di baseball, lui l'aveva stuprata. Nel frattempo il dottor Al Pollack chiede a Rollins di andare a vivere con lui. Il mattino dopo, Stone si sveglia a casa di Fin e gli racconta dell'accusa di stupro: i due si rivolgono a Reggie, ex compagno di squadra di Stone, presente anche lui la notte in cui la ragazza afferma di essere stata stuprata. Grazie all'aiuto di Reggie; Stone e Fin scoprono nome e indirizzo della donna. Successivamente Stone chiede al tenente Benson di indagare perché non è sicuro di quello che è successo. 
Benson chiede così a Sarah Kent, la presunta ragazza stuprata, di raccontare cos'è successo la notte in cui afferma di essere stata violentata e Sarah dice che era ubriaca, di non ricordare la violenza e di essersi svegliata completamente nuda nel letto con Peter Stone accanto, rendendosi conto di aver fatto sesso contro la sua volontà. 
Benson ritiene la versione di Sarah credibile e spinge la donna a denunciare Stone. Poi Gary, il marito di Sarah, affronta Stone in un bar, gli punta contro una pistola, lo prende in ostaggio e costringe tutti gli altri a uscire. 
La polizia accorre al bar, chiedendo a Sarah di negoziare la resa del marito; lei lo fa, ma lui rifiuta comunque di arrendersi. Stone però convince Gary a uscire e ad arrendersi alla polizia. 
Indagando, Benson scopre che Emma, la figlia di Sarah, è nata 8 mesi e mezzo dopo lo stupro di Sarah e lo dice alla donna. Sarah afferma che non riusciva ad avere figli dal marito. Benson pensa che Emma possa essere figlia dello stupratore di Sarah e chiede alla donna di sottoporre Emma a un test del DNA. Poi si reca da Reggie e gli chiede di giurare il falso per proteggere Stone.
All'inizio Reggie rifiuta, ma poi accetta e a sorpresa Benson lo accusa di aver stuprato Sarah. L'uomo dice che Sarah gli è saltata addosso e che non l'ha violentata, ammettendo però di aver fatto sesso con lei. Benson ribatte che Sarah era ubriaca, non si rendeva conto di quello che faceva e che ciò che lui ha fatto si chiama stupro, dopodiché lo dichiara in arresto e lo ammanetta. 
Più tardi, Stone e Benson si incontrano di fronte al fiume; Benson gli spiega la situazione, confermandogli che era stato Reggie. Stone la ringrazia per aver indagato, poi le chiede chi è il padre di Emma, e Benson gli rivela che il test del DNA ha confermato che il padre della bambina è Gary.

## Vecchi svitati
- Titolo originale: Alta Kockers
- Diretto da: Alex Chapple
- Scritto da: Micheal S. Chernuchin

### Trama
L'Unità vittime speciali indaga sulla brutale uccisione di una giovane transessuale dopo una presentazione della sua opera letteraria. L'autrice ha scritto un libro erotico ed autobiografico, dove racconta le sue esperienze di vita, che racconta di quando si prostituisce nelle vie di New York, e le sensazioni provate con uomini molto più grandi d'età. In seguito alle indagini, però, si scopre in realtà che non è affatto lei l'autrice del libro, ed ha un'identità falsa ed inventata. Alla fine l'editore confessa che il personaggio è stato inventato perché il vero autore ha sempre spedito il materiale per posta, senza mai farsi vedere. Il caso condurrà ad un segreto custodito da due anziani fratelli che non escono dalla propria casa dal 1973.
- Guest star: Judd Hirsch (Joseph Edelman), Wallace Shawn (Benjamin Edelman).

## Chirurgia plastica
- Titolo originale: Plastic
- Diretto da: Fred Berner
- Scritto da: Brianna Yellen, Lawrence Kaplow

### Trama
Una ragazza barcolla per le strade di Manhattan suonando campanelli a caso in evidente stato confusionale. Davanti ad uno degli appartamenti si accascia a terra dicendo che è stata violentata, ed i proprietari la soccorrono chiamando il 911. La vittima si chiama Ava Parcell ed accusa quindi di stupro un famoso chirurgo plastico, il Dr. Heath Barron, e la sua fidanzata Sadie Parker. I due si difendono dicendo che c'è stato un rapporto sessuale a tre, ma del tutto consensuale, con tanto di ripresa video dell'accaduto. La coppia pare però nascondere qualcosa di strano, che è pronto ad emergere dal passato. Il caso rivelerà infatti delle notizie sconcertanti.
- Guest star: Mark Feuerstein (Dr. Heath Barron), Alyssa Sutherland (Sadie Parker / Cici Taylor), Willa Fitzgerald (Ava Parcell).

## Caro Ben
- Titolo originale: Dear Ben
- Diretto da: Jean de Segonzac
- Scritto da: Julie Martin, Matt Klypka

### Trama
Manhattan è sconvolta dopo che in uno stupro, l'aggressore si firma con il segno dell'infinito. Il caso coinvolge molto Peter Stone poiché il padre, Ben Stone, aveva già indagato su 22 stupri identici. Soprannominato proprio "Infinito", lo stupratore seriale originale ha come modus operandi costringere il marito delle donne stuprate a tenere sopra la schiena in equilibrio una pila di piatti senza alzarsi, e questo ventitreesimo stupro è realizzato in modo identico. Viene fuori un sospettato, che alla fine confessa, Infinito, però, attivo tra il 1981 ed il 1994, secondo la polizia, ora avrebbe circa settanta anni, ed allora la squadra si rende conto di essere davanti ad un emulatore. Nel frattempo una scrittrice che ha già pubblicato tre libri su Infinito, e considerandolo morto, per l'inattività ventennale, vuole intervistare il "nuovo" Infinito ed anche Peter Stone, ma viene a sua volta stuprata nello stesso modo. Successive indagini sul DNA portano alla luce che lo stupratore seriale originale potrebbe essere ancora vivo.
- Guest star: John Raymond Barker (Karl Patton), Jude Ciccolella (Edgar Noone), Rebecca Creskoff (Claire Newbury).
- Curiosità: Rebecca Creskoff torna dopo venti anni esatti nella serie, era infatti già comparsa nel 1999 nella prima stagione, in un altro ruolo, partecipazione che segna anche il suo debutto televisivo.

## Una strana storia di Romeo e Giulietta
- Titolo originale: A Story of More Woe
- Diretto da: Ray McKinnon
- Scritto da: Julie Martin, Céline C. Robinson

### Trama
Il tenente Benson aiuta due ragazze adolescenti, Brittany e Laura Moore, a scoprire chi ha ucciso il loro padre Doug Moore. La storia raccontata dalla sorella più grande sembra non reggere, anche perché la finestra da cui sarebbe entrato il presunto uomo che lo ha assassinato è chiaramente rotta dall'interno. Portata al distretto però la ragazza crolla, e dice che ha dovuto uccidere il padre perché abusava della sorella più piccola. Le indagini subiscono però un arresto perché Greg Callahan, un amico di famiglia, si è offerto di diventare il loro affidatario, con l'idea di adottarle, per toglierle dal centro di accoglienza. La squadra scopre che Greg in realtà sembra avere una storia con Laura, che ha plagiato con la storia di Romeo e Giulietta, ed ha falsificato alcuni documenti spacciandosi per il padre con un documento falso. Persino la fidanzata di Greg crede che lui sia un benefattore, ma pare nascondere un segreto. Intanto Amanda Rollins entra in travaglio e dà alla luce Billie, mentre il padre naturale si offre di sposarla per fare da padre a Billie.
- Guest star: Charlotte Cabell & Vivian Cabell (Jesse Rollins), Alex Kramer (Greg Callahan), Zoe Margaret Colletti (Britney Moore), Talitha Eliana Bateman (Laura Moore).

## Sezione 33
- Titolo originale: Part 33
- Diretto da: Alex Chapple
- Scritto da: Michael S. Chernuchin

### Trama
Annabeth Pearl, dopo anni di violenze fisiche e psicologiche uccide il marito Tommy Pearl. Le violenze a cui la donna era assoggettata giustificano chi ha ucciso? Annabeth è colpevole, ma allo stesso tempo è anche una vittima. Il futuro della moglie di un poliziotto sta tutto nelle mani delle testimonianze della squadra, che ha idee differenti riguardo al caso. Dubbi morali e legali si scontrano nella Sezione 33.
Guest star: Amy Rutberg (Annabeth Pearl), Charlotte Cabell & Vivian Cabell (Jesse Rollins), Vincent Curatola (Giudice Al Bertuccio), Nicholas Turturro (Detective Frank Bucci), Paula Malcomson (Avvocatessa Stella Russell).

## Bordello
- Titolo originale: Brothel
- Diretto da: Michael Pressman
- Scritto da: Julie Martin, Ryan Causey

### Trama
La squadra indaga sulla morte di una prostituta in un bordello, gettata giù da un tetto, anche se rimangono un mistero il movente e le modalità. L'Unità vittime speciali viene aiutata dalla Buoncostume, in particolare dal sergente Phoebe Baker, ex-fiamma di Fin. In questo dipartimento c'è qualcosa che non quadra, potrebbe esserci un poliziotto corrotto, e Fin arriva a sospettare anche della sua ex. Intanto la squadra indaga su un protettore noto come "Papy", su cui le squillo sono restie a testimoniare, poiché ancora plagiate e sotto il suo influsso, e perché ha l'abitudine di eliminare facilmente le donne che si ribellano. I tre poliziotti coinvolti, una volta al distretto, fanno un nome. A sorpresa le indagini vergono quindi su un nuovo soggetto, assolutamente inaspettato ed insospettabile.
- Guest star: Jennifer Esposito (Sergente Phoebe Baker), Paul Bomba (Bobby Nardone), John Rothman (Giudice Edward Kofax).

## Affrontare i demoni
- Titolo originale: Facing Demons
- Diretto da: Timothy Busfield
- Scritto da: Richard Sweren, Allison Intrieri

### Trama
L'Unità indaga su Micah Fuller, giovane suicida che ha lasciato delle polaroid che ritraggono bambini svestiti. Convinti che si trattasse di un pedofilo schiacciato dai sensi di colpa cercano di dare un nome alle sue vittime, scoprendo che in quelle foto in realtà il bambino ritratto era solo uno, Micah da piccolo. La visione di un filmato porta gli investigatori in un negozio di magia, in cui sono appese alcune foto polaroid, molto simili a quelle dell'indagine. La squadra indaga quindi sul titolare del negozio, un ex allenatore di baseball, che viene accusato di violenza sessuale, avvenuta nel 2009, dieci anni prima. Il caso è sconvolgente, soprattutto per la tenente Benson, poiché il suo partner storico, Brian Cassidy, è coinvolto, in quanto faceva parte di una delle squadre dell'allenatore la lega giovanile della Hudson.
- Guest star: Dean Winters (Brian Cassidy), William Sadler (Gary Dolan).
- Nota: l'episodio rappresenta l'ultima apparizione del personaggio Brian Cassidy nella serie.

## Scomparsa
- Titolo originale: Missing
- Diretto da: Constantine Makris
- Scritto da: Michael S. Chernuchin, Matt Klypka

### Trama
Una bambina di sei anni, Bailey, figlia di una coppia gay, viene ritrovata abbandonata nel portabagagli di una macchina. Si scopre che la macchina era stata rubata da un ladro per caso ad un ragazzo disturbato, Emerson Mauer, che aveva portato Bailey a casa con lui per metterla nuda nel letto e abbracciarla. La squadra deve indagare sulla dinamica del rapimento. Durante un sopralluogo Carisi nota un'area riseminata in un giardino, con erba diversa da quella originale, la scientifica inizia a scavare sul sito facendo una scoperta molto macabra.
- Guest star: Violet McGraw (Bailey Shaw), Amanda Leigh Cobb (Paige Black), Chloe Webb (Rowan Mauer), Jim Schubin (Emerson Mauer / Kevin Brown).

## Blackout
- Titolo originale: Blackout
- Diretto da: Christopher Misiano
- Scritto da: Peter Blauner

### Trama
La squadra deve svolgere indagini interne quando l'avvocatessa Nikki Staines viene violentata in seguito ad una serata di beneficenza della polizia.
- Guest star: Callie Thorne (Nikki Staines).

## Il giorno più bello
- Titolo originale: Dearly Beloved
- Diretto da: Lucy Liu
- Scritto da: Richard Sweren, Allison Intrieri

### Trama
Quando durante un matrimonio una donna grida che lo sposo l'ha stuprata, il parroco sospende la cerimonia e chiama la polizia. L'Unità vittime speciali si ritrova quindi a dover indagare sullo sposo, il dottor Joshua Hensley, che afferma di non aver mai visto quella donna in vita sua. Kitty Bennett (la donna che accusa il dottor Hensley) sostiene invece, che il dottore era il suo psicologo e che lei è stata violentata durante la sua prima seduta. Quando vanno a verificare le informazioni fornite da Kitty, la squadra scopre che non risulta alcun appuntamento a nome di Kitty nel giorno e nell'orario indicato dalla donna. Sospettando che lo psicologo abbia cancellato l'appuntamento, la squadra interroga Hannah Berkowitz, la paziente immediatamente successiva all'orario fornito da Kitty, ma Hannah afferma di aver disdetto l'appuntamento all'ultimo minuto e che il dottor Hensley è un ottimo psicologo, non è mai stato inopportuno con lei e l'ha aiutata a fare coming out. Quando poi Hannah chiede per curiosità chi ha accusato il dottore di stupro e le viene detto che è stato accusato da Kitty Bennett, Hannah replica che Kitty è una mezza svitata che l'ha perseguitata per un mese su Messenger, perché voleva incontrarla e parlare male del dottor Hensley. Nel frattempo si scopre che Kitty ha un'ordinanza restrittiva nei confronti di un ragazzo, Brian; la squadra decide di parlare con lui e il ragazzo conferma che Kitty l'ha perseguitato su Instagram e lui l'ha bloccata, ma da allora la donna ha iniziato a perseguitarlo nella vita reale, fino a quando Brian ha ottenuto l'ordinanza restrittiva che impone a Kitty di stare ad almeno 100 metri da lui. 
Alla luce delle informazioni raccolte, Benson pensa che Kitty abbia inventato tutto, ma Kitty ribatte che il dottor Hensley punta proprio sul suo passato per farla franca. Quando Benson dice che senza prove non può far nulla e l'accompagna fuori dal suo ufficio, Kitty incontra Lana (la promessa sposa del dottor Hensley) e le urla di essere la vera vittima. Successivamente Lana parla in ufficio con Benson e difende il suo promesso sposo a spada tratta, raccontando che in passato è stata una paziente di Joshua e che dopo il percorso riabilitativo si sono incontrati di nuovo e si sono felicemente fidanzati. Quando Benson chiede a Lana chi prende le decisioni nella coppia, lei afferma che a Joshua piace molto dominare e decidere per entrambi.
La dichiarazione insospettisce Benson che poi si reca a casa di Kitty, informandola che le indagini sono a un punto morto e che lei rischia di essere denunciata con l'accusa di aver detto il falso. Al sentire queste affermazioni, Kitty va in bagno e vomita. Benson vede un test di gravidanza e chiede a Kitty se è incinta. Kitty conferma a Benson di essere incinta e poco dopo al consultorio afferma di volere abortire perché non vuole crescere il figlio di un mostro. L'affermazione ferisce molto Benson in quanto lei stessa è nata da uno stupro.
La squadra costringe Joshua a fare un test del DNA, scoprendo che l'uomo è il padre del bambino che Kitty porta in grembo. A questo punto la polizia interroga di nuovo Joshua che ammette di aver conosciuto Kitty in un bar, di aver avuto tre rapporti consensuali con lei e che può provarlo dando ai poliziotti la chiave dell'appartamento di Kitty. 
Rollins e Fin si recano allora all'appartamento di Kitty, scoprendo che la chiave non corrisponde alla serratura. Tuttavia, notano una telecamera accesa e riescono a ottenere le videoregistrazioni, scoprendo che Joshua si era recato a casa di Kitty, la donna aveva aperto e i due si erano baciati sull'uscio di casa per poi chiudere la porta alle loro spalle.
La sera stessa, Kitty si introduce nell'appartamento di Joshua e Lana. A seguito di una chiamata, Benson e Rollins accorrono sul posto dove trovano la polizia; le due entrano nell'appartamento, trovando Joshua legato a una sedia, Kitty che gli punta un teaser alla gola e Lana che piange disperata dietro il tavolo da cucina. Benson cerca di calmare Kitty, ma Kitty afferma che non libererà Joshua fino a quando lui non ammetterà di averla stuprata, facendole credere che lei aveva inviato dei segnali inconsci di seduzione e desiderava essere sopraffatta e dominata.
A sorpresa, Lana interviene esortando Kitty a uccidere Joshua, affermando che Joshua aveva stuprato anche lei. A questo punto la situazione si risolve e Joshua viene arrestato. Successivamente in un colloquio privato Lana spiega a Benson che Joshua l'aveva stuprata facendole credere che lei gli avesse inviato dei segnali inconsci di seduzione, ma che si era resa conto della situazione solo dopo le affermazioni di Kitty la sera in cui si era introdotta nel suo appartamento. Poi Benson affronta Joshua e il suo avvocato, dicendogli che Lana lo ha denunciato per stupro e sta già testimoniando davanti a un gran giurì. Alla fine dell'episodio, Benson e Kitty parlano su un pontile: Benson rivela che Joshua verrà condannato per stupro, mentre Kitty afferma che forse terrà il bambino. Benson consiglia a Kitty di amare incondizionatamente il bambino se decidesse di tenerlo perché lui non ha colpe dopodiché le due si salutano.
- Guest star: T. J. Thyne (dottor Joshua Hensley), Shiri Appleby (Kitty Bennett).

## Una brava ragazza
- Titolo originale: The Good Girl
- Diretto da: Jean de Segonzac
- Scritto da: Lawrence Kaplow, Brianna Yellen

### Trama
La squadra è scioccata quando apprende che Mackenzie, una ragazzina di soli tredici anni orfana di madre, che vive con il patrogno Garrett, è incinta e non vuole rivelare chi è il padre del suo bambino.
Un giorno, Mackenzie si presenta alla stazione di polizia rivelando a Benson di aver detto al patrigno che il padre del bambino è Dreyfus, uno dei suoi insegnanti di scuola, e le chiede di intervenire perché teme reazioni impulsive di Garrett. Benson e Rollins si recano allora a casa di Dreyfus e qui trovano Garrett con un trofeo insanguinato in mano vicino al cadavere di Dreyfus.
Garrett si costituisce, confessando di aver ucciso l'uomo accecato dall'ira, ma qualcosa non torna. Un uomo di colore si presenta alla stazione di polizia e parla con Stone, rivelandogli che Dreyfus era gay, era il suo compagno e che mai e poi mai avrebbe fatto una cosa del genere. A questo punto la polizia si rende conto che Mackenzie ha mentito. 
Nel frattempo inizia il processo: quando Stone chiama Mackenzie a testimoniare, l'avvocato difensore di Garrett rivela che la ragazzina non può testimoniare perché legalmente sposata con Garrett. Il matrimonio è stato contratto in Missouri dove è legale a patto che il minorenne abbia più di undici anni e un consanguineo del minorenne dia il suo permesso. La squadra rintraccia il padre di Mackenzie, un tossico che vive di espedienti, che ammette di aver ricevuto diecimila dollari da Garrett in cambio della licenza di matrimonio.
Stone si rivolge al Tribunale Dei Minori e cerca di far annullare il matrimonio di Mackenzie, affermando che il padre della bambina è stato corrotto, ma il giudice del Tribunale Dei Minori conferma la validità delle nozze, dicendo che Garrett ha fatto solo un atto di beneficenza e che un'eventuale corruzione non può essere dimostrata.
Il processo sta per riprendere quando Stone, messosi precedentemente d'accordo con Benson, richiede un incontro con Garrett, Mackenzie e il loro avvocato, in presenza dell'Unità vittime speciali. Stone comunica di voler far cadere le accuse su Garrett e di accusare Mackenzie di aver istigato Garrett a uccidere Dreyfus.
Mackenzie dichiara che lei non voleva che Dreyfus morisse e Garrett la difende affermando di avere ucciso Dreyfus di propria iniziativa perché Mackenzie aveva detto all'insegnante della relazione con il patrigno. Garrett sapeva fin dall'inizio di essere il padre del bambino.
La polizia arresta Garrett, mentre il suo avvocato patteggia con Stone una condanna di vent'anni per omicidio.
Poi Benson parla con Mackenzie che si lamenta di aver perso l'unico uomo che la amasse, ma Benson le spiega che quello che Garrett prova per lei non è amore, e che si sentirà veramente amata quando suo figlio lo guarderà negli occhi.
- Guest star: Derek Cecil (Garrett Howard), Jolly Abraham (dottoressa Patel).

## Scambio
- Titolo originale: Exchange
- Diretto da: Michael Pressman
- Scritto da: Michael S. Chernuchin, Jordan Barsky

### Trama
Un gruppo di giovani amici sta giocando a strip poker. Una ragazza deve togliersi il reggiseno perché ha perso, ma non se la sente e decide di andarsene, indossando una giacca sopra l'intimo. Prende il primo taxi disponibile, ma il tassista invece di riportarla a casa si ferma da tutt'altra parte, le sbatte violentemente la testa fino a tramortirla e poi la violenta. 
La tenente Benson e la squadra soccorrono la ragazza dopo la violenza, scoprendo che si chiama Emilia, ha quindici anni, è italiana, è ospite di una coppia americana (Richard e Mary) per uno scambio culturale insieme a sua sorella Laura e studia a New York. La polizia rintraccia il tassista attraverso il pagamento elettronico fatto con il cellulare di Emilia e lo arresta. Benson trova un video porno sul cellulare di Emilia in cui questa fa sesso con due uomini di almeno quarant'anni. Emilia ammette di aver fatto volontariamente sesso con quegli uomini solo una volta insieme a Laura.
Benson e Fin si recano da Alex, uno dei due uomini che nel video fa sesso con Emilia, e lo arrestano per pederastia. Poi si recano da Laura per sapere chi aveva organizzato il festino, ma Laura non fa nomi e afferma che volevano solo divertirsi.
Carisi e Rollins vanno da Mary e la donna rivela che entrambe le ragazze sono state abusate dal padre quando erano piccole. Emilia e Laura raccontano a Benson gli abusi ricevuti dal padre che è già stato processato e condannato in Italia.
Benson esamina gli atti del processo per pedofilia del padre di Laura ed Emilia e comunica a Rollins che nonostante le ragazze abbiano raccontato i fatti separatamente, hanno rilasciato entrambe la stessa dichiarazione, identica parola per parola, sia ora, sia durante il processo al padre. Sospettando qualcosa, Benson parla privatamente con Emilia e le rivela che qualcuno potrebbe aver suggestionato e istruito lei e la sorella per far credere loro di essere state abusate dal padre. Emilia, sforzandosi di ricordare, dice che Richard le ha spiegato e mostrato come il padre aveva abusato di lei e si rende conto che in realtà il vero abusatore è proprio Richard, scoppiando a piangere e rivelando che è stato lui a fare il video porno.
Carisi e Benson vanno ad arrestare Richard che ammette gli abusi sessuali, ma si suicida buttandosi dal balcone prima che possano arrestarlo.
Laura tenta il suicidio per disperazione andando in overdose di farmaci, ma i medici la salvano appena in tempo.
Dopodiché Laura riceve la visita di Benson che le dice che in Italia si stanno già attivando per scarcerare suo padre alla luce dei nuovi fatti scoperti. Alla fine Laura ed Emilia incontrano dopo tanti anni la loro madre biologica e le tre si abbracciano.

## Insulto
- Titolo originale: Diss
- Diretto da: Alex Chapple
- Scritto da: Michael S. Chernuchin, Allison Intrieri

### Trama
Un'attrice, Dallas, viene trovata svenuta e con la testa sanguinante sul pavimento di casa sua. Viene avvertito il marito Justin, un famoso rapper conosciuto come Snake, e questo interrompe il suo concerto.
Fin e Snake si conoscono da molti anni.
La polizia sospetta di Snake e indaga su di lui; un paparazzo aggredito dal rapper indirizza Fin e Carisi a un empado cioè un locale dove le persone pagano per scatenarsi all'interno di una stanza e spaccare tutto. Fin e Carisi ottengono i video di sorveglianza dell'empado nei quali sentono Snake insultare pesantemente Dallas, mentre distrugge tutto. Poi però si rendono conto che in base agli orari dell'aggressione, Snake non avrebbe mai avuto il tempo materiale di aggredire Dallas.
Intanto Fin viene sollevato dal caso perché ha dei legami con la famiglia della vittima in quanto la madre di Justin lo aveva ospitato per sei mesi dopo che sua madre era stata uccisa e suo padre arrestato.
Poi Benson e Rollins interrogano Dallas in ospedale e questa descrive la sua aggressione: un uomo l'ha pestata con una mazza di baseball, ma non è in grado di identificarlo e non ricorda se è stata stuprata.
Dallas dice che potrebbe essere stato Harvey Banks, un rapper rivale di Snake. I due si odiano e si insultano a vicenda nelle loro canzoni anche per farsi pubblicità.
L'Unità si reca da Banks insieme a Snake: quando Banks vede Snake afferma che Dallas ha avuto quello che si merita e dice di averla aggredita per provocarlo.
La polizia lo arresta, lo porta in centrale e lo interroga, ma l'alibi di Banks regge: non è stato lui. Poi scoprono che Dallas non è stata stuprata perché il kit stupro ha dato esito negativo.
Allora Fin in veste ufficiosa si reca dalla madre di Justin che dice che è in pessimi rapporti con Dallas per questioni di soldi. La madre di Justin dice che aveva bisogno di 250000 dollari, ma Dallas si era rifiutata di prestarglieli. Nonostante il suo rifiuto aveva trovato comunque i soldi e li aveva dati a una donna gestrice di un salone di parrucchiere. La gestrice dice alla polizia che la madre di Justin l'ha pagata per non dire a nessuno di avere avuto un rapporto sessuale con Justin.
La polizia comincia a sospettare del curioso che ha parlato con Carisi la notte in cui è stata trovata Dallas, il curioso viene identificato come Andreas Harper e portato in centrale dove Benson lo interroga. Andreas si finge un fattorino, ma Benson sa già che sta mentendo e lo informa che nessuna ditta di consegne lo ha riconosciuto come dipendente, allora il ragazzo cambia versione e ammette di essere un grande fan di Snake. Benson però lo accusa di mentire ancora, chiedendogli perché non fosse andato a guardare il concerto e lo accusa di essere lo stalker di Dallas e di averla aggredita.
In seguito Fin parla in privato con Andreas in prigione e quest'ultimo ammette che voleva vendicarsi di Snake perché l'uomo aveva ucciso suo padre, Malik Harper, e voleva che Snake soffrisse per quello che aveva fatto, colpendo la persona che amasse di più. Fin affronta privatamente Snake, ma questo nega di aver ucciso Malik. Fin replica che il passato prima o poi gli presenterà il conto per quello che ha fatto e se ne va, non potendo fare nulla per incriminarlo.
- Guest Star: Snoop Dogg (Banks), Amber Stevens (Dallas)

## Supposizioni
- Titolo originale: Assumptions
- Diretto da: Fred Berner
- Scritto da: Michael S. Chernuchin (soggetto), Julie Martin (sceneggiatura), Richard Sweren (sceneggiatura)

### Trama
Dopo l'aggressione di una donna musulmana in una sinagoga, l'Unità vittime speciali deve indagare mentre la comunità ebraica e quella musulmana si scontrano in tutta New York. La sera in tv, Benson vede che Rob Miller, un avvocato assassino e stupratore su cui ha indagato in passato, viene rilasciato su cauzione, cosa che la irrita non poco. Intanto, la polizia parla con la vittima, una consigliera comunale di nome Nahla, e questa dice di essere stata attirata lì con la scusa di una proposta di pace fra le due comunità e di non ricordare né l'aggressore, né se c'è stato uno stupro.
Grazie a una testimone, la polizia identifica due ragazzi ebrei usciti dalla sinagoga la notte in cui è stata trovata Nahla. La consigliera afferma che i due ragazzi l'hanno insultata in passato durante una protesta della comunità ebraica contro quella musulmana, cosa confermata da un video diventato virale. Molto probabilmente sono loro ad averla stuprata.
L'Unità però dubita che lo stupro sia avvenuto, avendo scoperto che il kit stupro ha dato esito negativo, che la consigliera aveva telefonato alla troupe giornalistica circa venti minuti prima della protesta e che la prima parte del video, rimasta inedita ai media, mostra che Nahla aveva provocato deliberatamente i due ragazzi.
Dai tabulati telefonici di Nahla, si scopre che questa chiamava spesso una donna. Si recano da lei e scoprono che questa ha una relazione omosessuale con Nahla. Poi Carisi e Rollins interrogano Masud, l'ex marito di Nahla; Carisi identifica Masud nel video della protesta. Nahla viene richiamata dalla polizia e afferma che l'ex marito si comportava come un vero e proprio stalker dopo il divorzio, così Carisi e Rollins arrestano Masud. Nahla è spaventata ed esita in auto con Benson prima di entrare in tribunale, ma poi entra e rilascia la sua testimonianza, dichiarando che è stato Masud ad aggredirla perché aveva scoperto che è lesbica.
L'avvocato difensore di Masud afferma che Nahla ha mentito troppe volte per essere credibile, ma Nahla dice che prima mentiva per paura, ma ora non ne ha più e per questo ora dice la verità.
Stone interroga Masud che nega un'aggressione, ma afferma che seguiva Nahla per proteggerla. Poi Stone provoca Masud dicendo tra le altre cose che la religione musulmana non prevede il divorzio e chiede all'imputato come è punita l'omosessualità di una donna secondo l'islam. Masud si arrabbia urlando che l'omosessualità è punita con la morte e che avrebbe dovuto uccidere Nahla quella notte, ma non l'ha fatto solo perché era sua moglie, contraddicendo la sua versione e ammettendo implicitamente di averla aggredita. La giuria giudica Masud colpevole. Fuori dall'aula di tribunale, un musulmano attacca Nahla con una frusta ferendola alla testa e dicendole che deve essere punita, poi la polizia blocca l'aggressore e lo porta via.
In seguito, durante un pranzo fuori con Noah, Benson riceve una visita sgradita: si tratta di Miller.
- Guest star: Titus Welliver (Rob Miller).

## Fine dei giochi
- Titolo originale: End Game
- Diretto da: Alex Chapple
- Scritto da: Michael S. Chernuchin, Julie Martin

### Trama
Le accuse sui crimini dell'avvocato Rob Miller crollano definitivamente. Nel frattempo una ragazza di sedici anni viene trovata morta nel fiume Hudson. La polizia identifica la ragazza; Rollins e Olivia Benson si recano in casa dei suoi genitori, trovando Rob Miller in qualità di avvocato di famiglia.
Benson comunica ai genitori il decesso della figlia ed è convinta che Miller sia coinvolto, ma non ha prove per accusarlo.
Carisi e Rollins interrogano Brooke, l'amica di Lindsay (la ragazza trovata morta) e dice che lei e la sua amica frequentavano festini di sesso e droga con adulti. Brooke identifica Miller come persona dall'aria familiare e un secondo uomo, Alex, come partecipante al festino. Alex viene interrogato da Fin e Carisi e l'uomo ammette che preferisce uscire di galera a cent'anni piuttosto che testimoniare contro Miller.
Intanto Benson va a prendere Noah a scuola, ma le dicono che una scorta di poliziotti è passata a prendere suo figlio. Lei dice di non aver ordinato alcuna scorta per il figlio e agitatissima esce dalla scuola dove incontra Miller che la minaccia di ritorsioni sulla sua famiglia se non abbandonerà il caso. Benson si arrabbia con Miller dicendo che se è successo qualcosa a Noah se ne pentirà, ma Miller afferma che Noah sta bene. Poi Benson si reca in centrale dove trova Rollins e Noah.
Benson racconta l'accaduto alla squadra e Stone afferma che Miller si è spinto troppo oltre. Benson espone a Stone le poche prove che l'Unità ha raccolto contro Miller e lei stessa ammette che sono troppo circostanziali per portarlo in tribunale.
Successivamente, Stone incontra Nikki Staines, fa hackerare il telefonino di Brooke e convince il giudice a ordinare un mandato di arresto nei confronti di Rob Miller che viene arrestato. Benson è preoccupata e lo dice a Stone, ma lui afferma di avere tutto sotto controllo. Al processo, Brooke testimonia, ma non conferma di aver visto Miller ai festini. Stone però usa le false informazioni del telefonino di Brooke, dicendo che in base a queste Brooke ha pranzato con Miller ed è stata pagata con 9500 dollari. La causa sembra andare bene per Stone che prova con un audio che Miller temeva di essere riconosciuto da Lindsay. Ma a un certo punto l'avvocato difensore di Miller chiama a testimoniare Nikki Staines che confessa di aver versato 9500 dollari sul conto di Brooke allo scopo di incastrare Miller.
Stone controinterroga Nikki, chiedendole il movente; lei dice che lo ha fatto per paura che Miller facesse del male a sua figlia.
A fine udienza, quando si ritrova solo con Benson e Fin, Miller minaccia di nuovo Benson.
Poi Benson discute con Nikki in un bar e scopre che è tutto un piano di Stone. Benson non è d'accordo con i metodi di Stone, ma non fa nulla per ostacolarlo e alla fine dell'udienza successiva Miller viene condannato per omicidio di secondo grado.
Stone parla con Benson fuori dal tribunale: non si pente per ciò che ha fatto, ma dice che deve essere imparziale nei processi e che non può considerare Olivia più importante della giustizia come ha appena fatto. Per questo dice addio a Benson e decide di lasciare la carica di viceprocuratore distrettuale.